# Hình tượng thực vật trong đời sống văn hóa

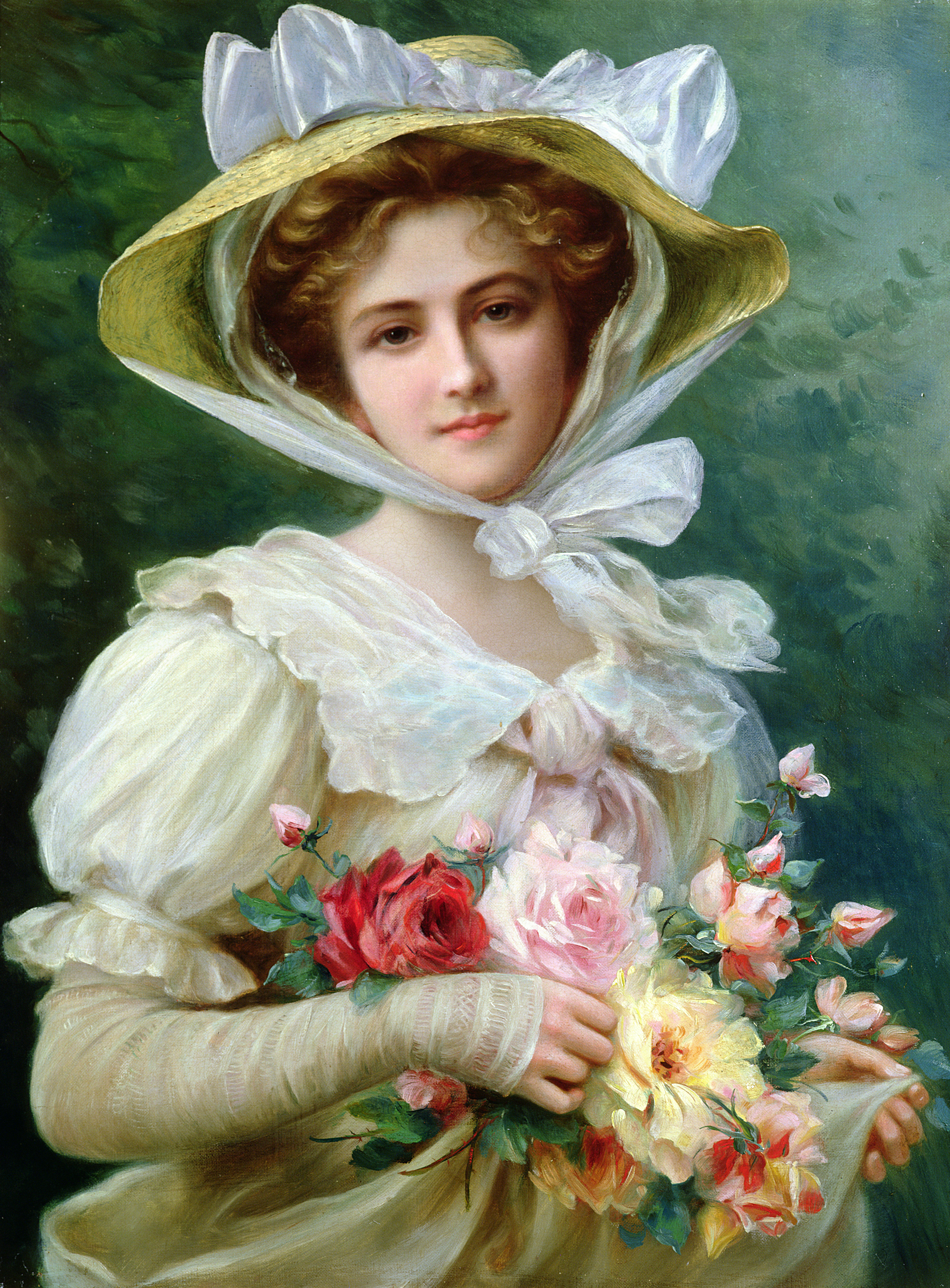
Họa phẩm thiếu nữ và đóa hoa hồng của danh họa Émile Vernon

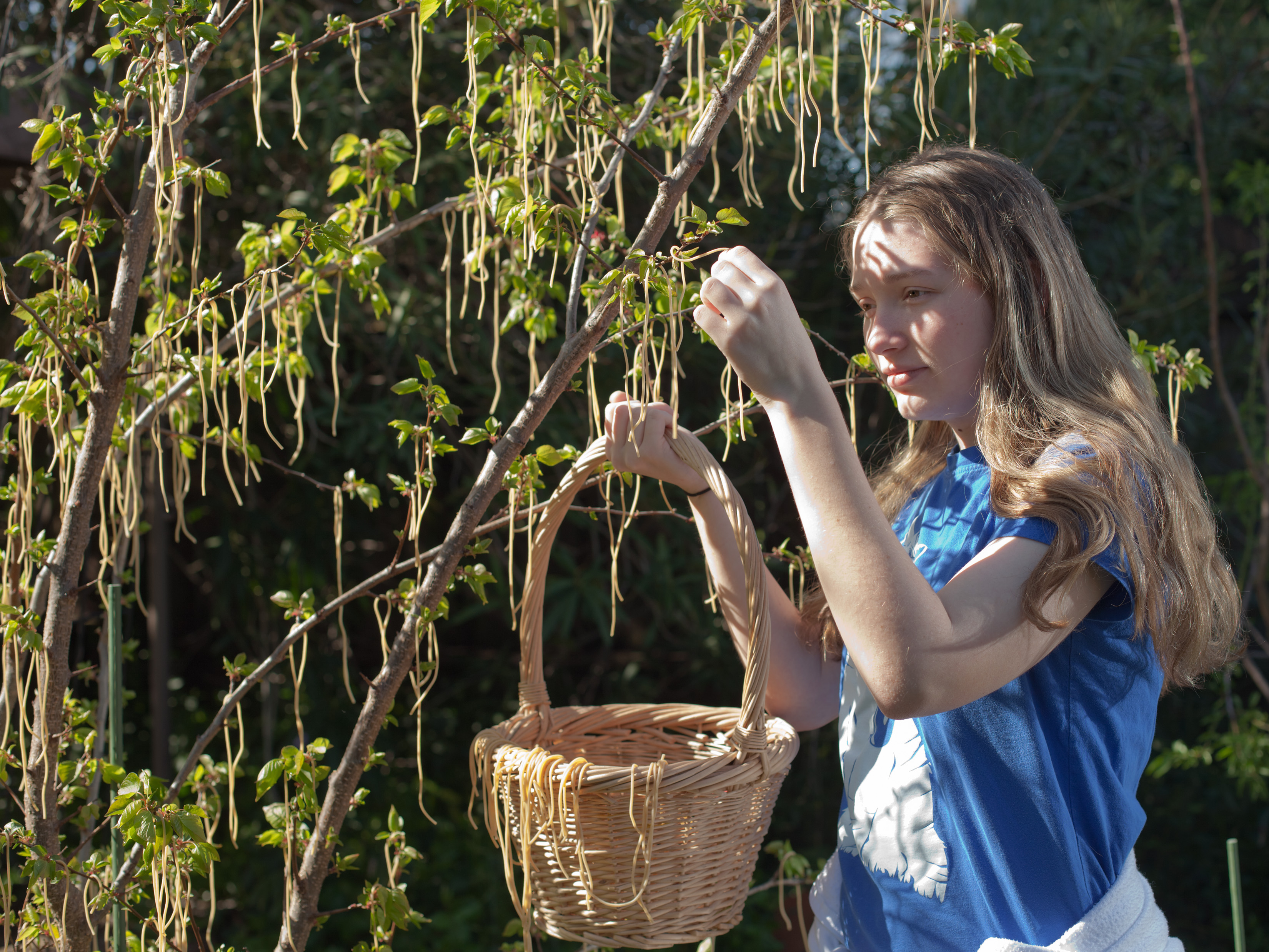
Thu hoạch cây mỳ spaghetti

Hình tượng thực vật trong đời sống (Human uses of plants) và văn hóa của con người đóng nhiều vai trò quan trọng trong suốt thời kỳ lịch sử tồn tại của loài người. Việc sử dụng các loài thực vật của con người bao gồm cả những ứng dụng thiết yếu, căn bản cho đời sống của con người như làm thực phẩm (hạt, củ, quả), quần áo (vỏ, sợi), thuốc men (rễ, lá, vỏ) và những ứng dụng mang tính biểu tượng như trong nghệ thuật (hoa, cành), thần thoại (thân, gốc, tán cây) và văn học, văn chương. Việc cung cấp nguồn lương thực thiết yếu thông qua nông nghiệp là nền tảng của nền văn minh (chẵng hạn như nền văn minh lúa nước và nền văn minh lúa khô). Nghiên cứu về việc sử dụng thực vật của người bản địa là thực vật học dân tộc, trong khi thực vật học kinh tế tập trung vào các giống cây trồng hiện đại nhằm đem lại năng suất cao sản cho nông nghiệp.
Thực vật được sử dụng trong y học (thảo mộc), cung cấp nhiều loại thảo dược từ xa xưa cho đến nay để cứu sống biết bao nhiêu sinh mạng của con người và là nguyên liệu cho nhiều sản phẩm công nghiệp bao gồm đồ gỗ và giấy cũng như nhiều loại hóa chất để phục vụ cho cuộc sống ngày càng tiện nghi của con người. Thực vật mang lại niềm vui cho hàng triệu người thông qua việc làm vườn, nghệ thuật cắm hoa (với thông điệp về ngôn ngữ của các loài hoa, biểu tượng hoa hồng), trồng cây kiểng. Trong nghệ thuật, thần thoại, tôn giáo, văn học và điện ảnh, thực vật đóng vai trò quan trọng, tượng trưng cho các chủ đề như khả năng sinh sản, phát triển, sự thuần khiết và tái sinh là những chủ đề của văn hóa. Trong kiến trúc và nghệ thuật trang trí, cây cối, hoa lá là nguồn cảm hứng phong phú, chúng được sử dụng để tạo ra các chủ đề và họa tiết, như trong phong cách Ả Rập Hồi giáo với các hoa văn phức tạp lấy ý tưởng từ thực vật, với những đường nét uốn lượn, hình học trừu tượng của lá cây, dây leo, còn trong kiến trúc cổ điển Hy Lạp–La Mã thì trên đầu các cây cột theo kiến trúc Corinth, người ta thường chạm khắc hình ảnh lá cây Acanthus (lá ô rô) tinh xảo, đẹp mắt.

## Trong đời sống

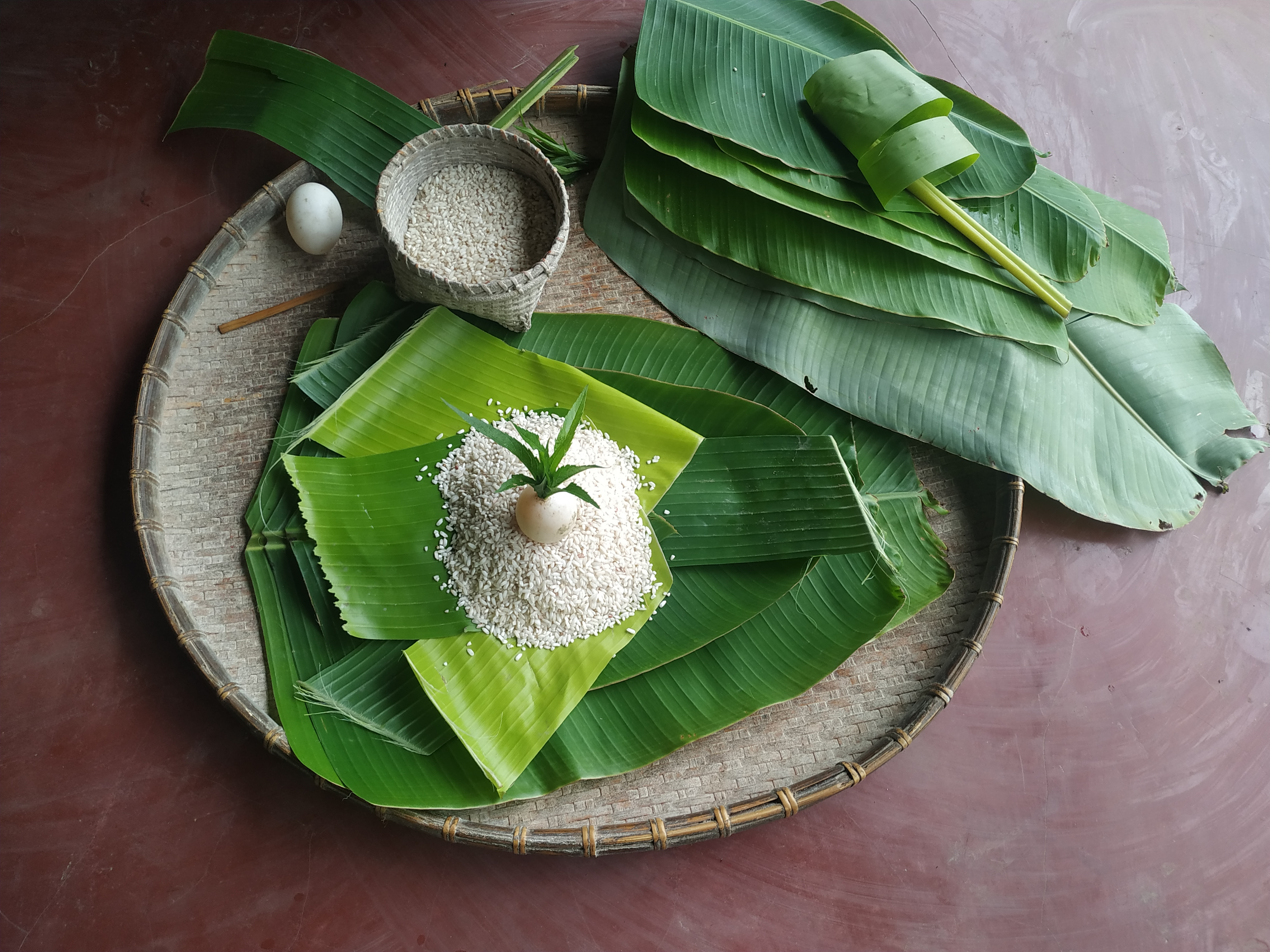
Thực vật là nguồn thức ăn và là nguyên liệu chính trong ẩm thực

Con người phụ thuộc vào thực vật, cây cối để lấy thức ăn, trực tiếp hoặc làm thức ăn cho súc vật, ngay từ thời xa xưa, với hình thái săn bắt và hái lượm thì những sản vật từ thực vật (trái cây, quả mọng, lá, rễ, củ quả, hạt) đã nuôi sống những người tiền sử. Nông nghiệp với ngành trồng trọt liên quan đến việc sản xuất cây lương thực và có đóng một vai trò quan trọng trong lịch sử của các nền văn minh thế giới. Nông nghiệp bao gồm nông học cho cây trồng, làm vườn trong rau và vườn cây ăn trái, và lâm nghiệp lấy gỗ. Khoảng 7.000 loài thực vật đã được dùng làm thực phẩm, mặc dù hầu hết thực phẩm ngày nay chỉ có nguồn gốc từ 30 loài. Các cây lương thực chính bao gồm ngũ cốc như gạo và lúa mì, các loại rễ và củ có tinh bột như sắn và khoai tây, và các sản vật khác như các loại đậu (chẳng hạn như đậu ván và đậu đỏ) được gọi chung là hoa màu, hoa lợi. Dầu thực vật như dầu ô liu cung cấp lipid, trong khi trái cây và rau đóng góp vitamin và khoáng chất vào chế độ ăn của con người, chưa kể đến là sữa thực vật. Cây trồng làm cây công nghiệp là nguồn cung cấp nhiều loại sản phẩm được sử dụng trong sản xuất, đôi khi với cường độ cao đến mức có nguy cơ gây hại cho môi trường. Hàng trăm loại thuốc có nguồn gốc từ thực vật, cả hai loại thuốc truyền thống được sử dụng trong thảo dược. Độc dược từ thực vật bao gồm atropine, ricin, Conium và curare, mặc dù nhiều loại trong số này cũng có công dụng làm thuốc.

## Trong văn hóa

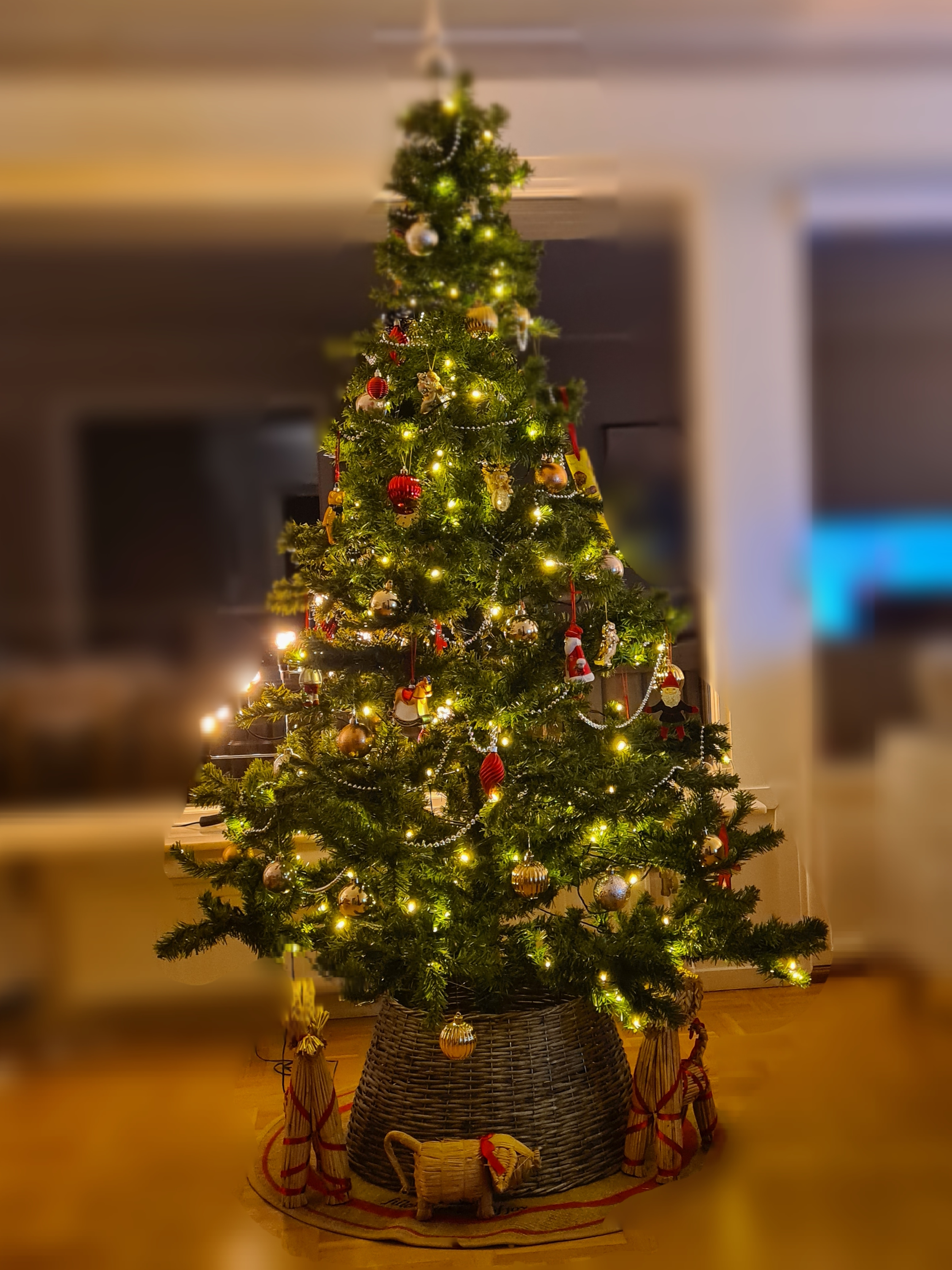
Cây thông Giáng sinh

Trong văn hóa, các loài thực vật chiếm lĩnh vị trí quan trọng. Cây lúa nước là cây lương thực chính của nhiều cư dân và hình thành nên cả một nền văn minh lúa nước, cây lúa mì hình thành nên cả nền văn hóa của các nước châu Âu, Trung Đông, Trung Á, chúng được tôn vinh đến mức khi mà sản phẩm của chúng sẽ làm ra bánh Thánh được xem là mình Chúa trong Cơ Đốc giáo, rồi nghi thức bánh mì và muối là một nghi thức trọng thị trong văn hóa Nga. Lúa gạo và lúa mì cũng như ngũ cốc còn cho ra sản phẩm rượu và bia và đã ăn sâu trong văn hóa, cũng cách tương tự vậy, thực vật cho ra sản phẩm thuốc lá, ma túy mà con người mãi bị cột trói khó cai được. Cây bắp (ngô) và khoai tây góp phần tạo dựng nên nền văn minh của người da đỏ ở châu Mỹ và nay chúng cũng phổ biến trên khắp thế giới. Quả táo là trái cây được tiêu thụ nhiều, chúng ảnh hưởng trong văn hóa với biểu tượng quả táo. Những trái nho cho ra rượu vang và được xem là máu của Chúa thông qua nghi thức dâng rượu bí tích. Thời hiện đại ngày nay, cà phê cho ra các sản phẩm của nó cung cấp cho con người và hình thành nên cả phong cách văn hóa cà phê thời nay.
Các loài cây cối nổi bật trong thần thoại, tôn giáo vì tượng trưng cho khả năng sinh sản, sinh sôi, bất tử (cây sự sống) và tái sinh, điều huyền diệu (cây thiêng, cây ước nguyện và được nhân cách hóa với hình tượng Vị thần cây cỏ). Trong thần thoại Latvia, Austras koks là một cái cây mọc từ lúc Mặt trời hiện trên bầu trời, cây Yggdrasil là Cây thế giới của Thần thoại Bắc Âu mà thần Odin được treo trên đó. Thần thoại Hy Lạp đề cập đến nhiều loại cây và hoa chẵng hạn như cây Lotus có quả gây buồn ngủ dễ chịu, trong khi thảo mộc Moly là một loại thảo dược thần kỳ được Homer nhắc đến trong Odyssey với rễ đen và hoa trắng, biểu tượng nổi tiếng còn là Vòng nguyệt quế. Tabernanthe iboga được sử dụng làm chất gây ảo giác ở Gabon trong các nghi lễ nhập môn. Cây ma thuật còn xuất hiện trong thần thoại Serbia với loại cây raskovnik ví như chìa khóa vạn năng. Trong văn hóa Anh quốc có biểu tượng Bông hồng Anh quốc hay Bông hồng nước Anh (English rose) là một cụm từ mô tả biểu tượng hoa hồng gắn liền với văn hóa Anh, chỉ về một người phụ nữ hoặc quý cô xinh đẹp kiều diễm đến từ nước Anh. Hình tượng này liên quan đến loài hoa hồng trong văn hóa và truyền thống lâu đời là quốc hoa của nước Anh.
Hình ảnh bụi gai cháy cũng được nhắc đến trong Kinh thánh. Trong biểu tượng Phật giáo, cả hoa sen và Cội Bồ-đề đều có ý nghĩa quan trọng. Hoa sen là một trong Ashtamangala (gồm cả Phật giáo, Jainism và Ấn Độ giáo), đại diện cho sự thanh tịnh của cơ thể, lời nói và tâm trí, trôi nổi trên vùng nước bùn của chấp trước và ham muốn dục vọng. Cây bồ đề là cây thiêng mà Đức Phật đã đạt được sự giác ngộ dưới gốc cây Bồ đề. Phật giáo cũng xem trọng cây vấp là linh thụ, trong tiếng Phạn gọi là Nāgapuṣpa (nghĩa là "hoa rồng"), hay còn gọi là cây Long Hoa (龍華樹 lónghuā shù/Long Hoa thụ) với điển tích Hội Long Hoa mà dưới tán nó, Bồ Tát Di Lặc (vị Phật tương lai) sẽ thành tựu Phật quả, là nơi Bồ tát Long Hoa Di Lặc sẽ thuyết bài pháp đầu tiên của Ngài sau khi thành đạo, giáo hóa và độ thoát vô số chúng sinh, cây Long Hoa được mô tả trong kinh điển là một loại cây rất to lớn, có hoa màu vàng rực rỡ (gọi là hoa Long Hoa), tỏa hương thơm ngát và có vẻ đẹp phi thường.

## Chú thích

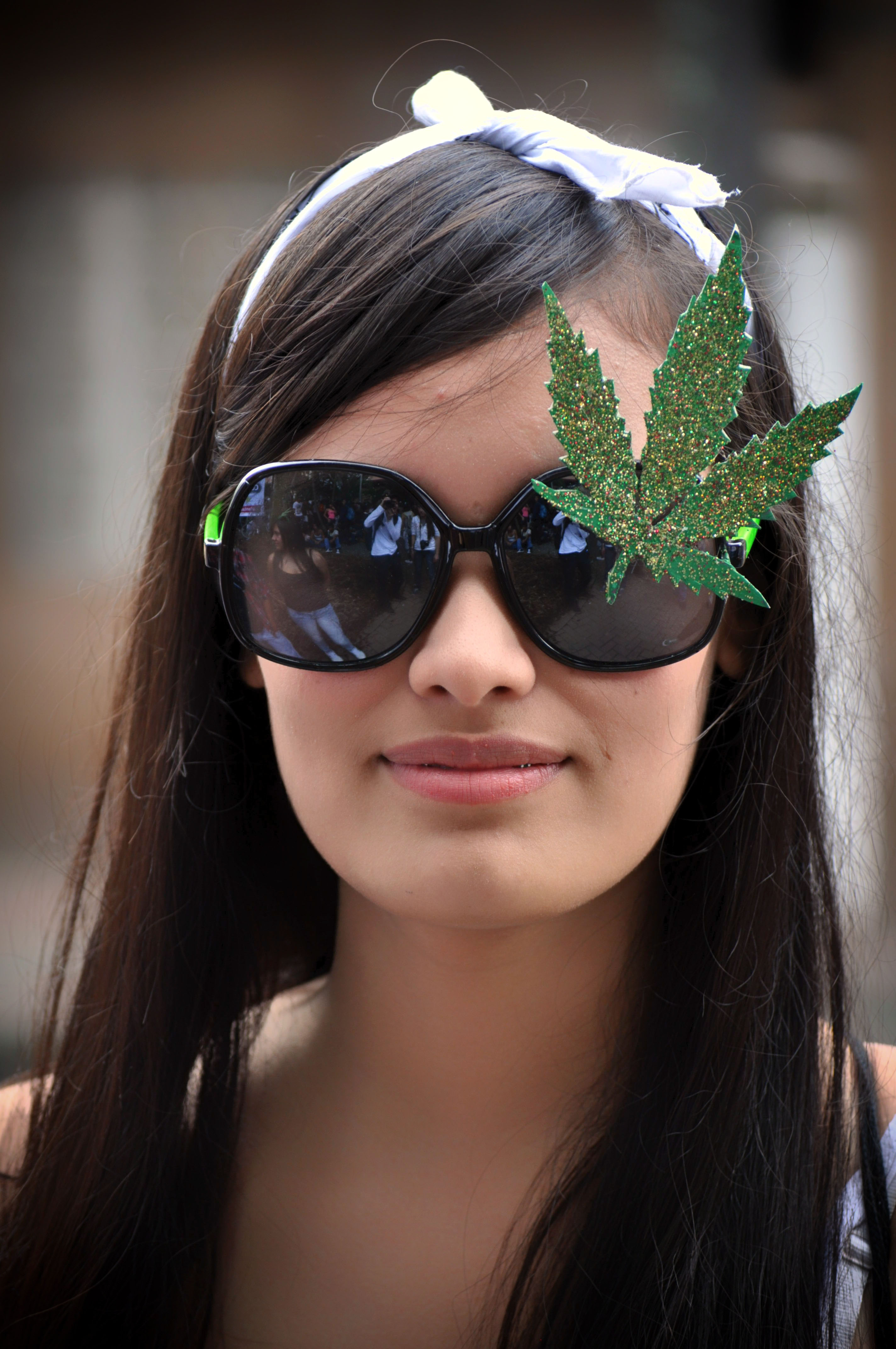
Một cô gái đeo kính đen với biểu tượng chiếc lá cần sa, ngụ ý cho văn hóa cần sa của giới trẻ

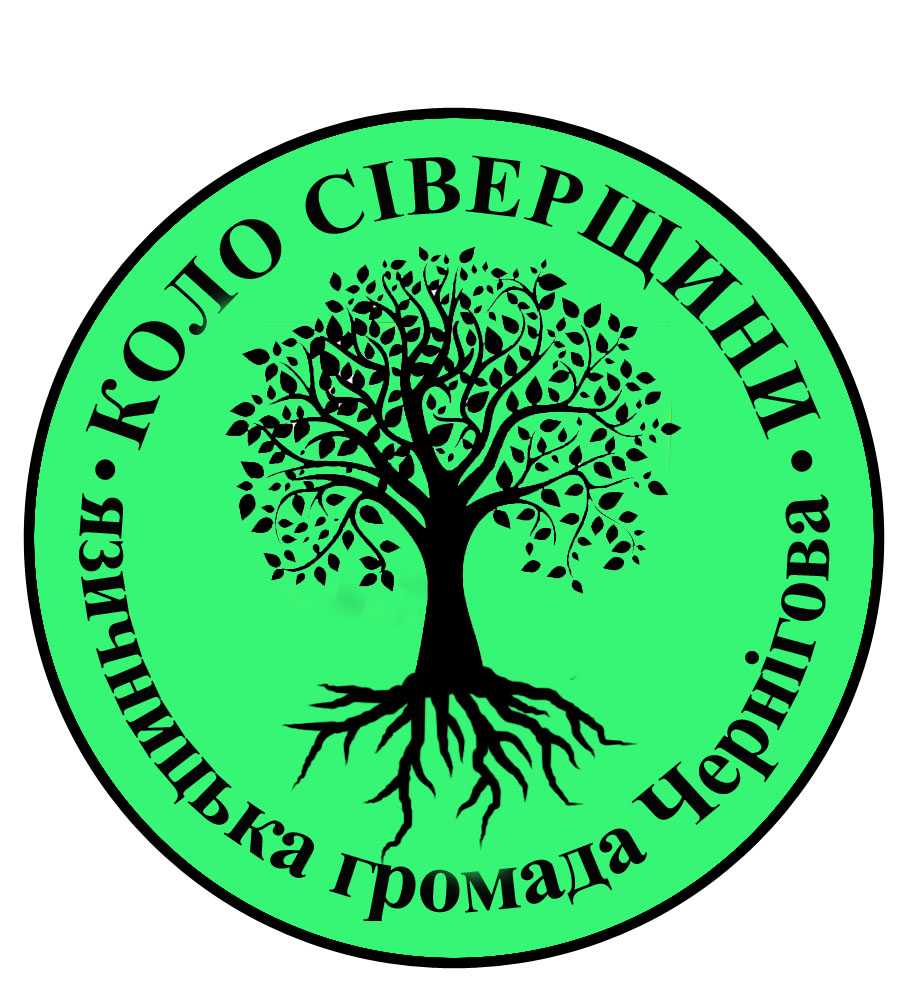
Biểu tượng ngoại giáo ở Chernihiv